# Prinia crinigera
Prinia crinigera е вид птица от семейство Cisticolidae.

## Разпространение
Видът е разпространен в Афганистан, Бангладеш, Бутан, Индия, Китай, Мианмар, Непал и Пакистан.